# Сорања
Сорања је насеље у Италији у округу Парма, региону Емилија-Ромања.
Према процени из 2011. у насељу је живело 3308 становника. Насеље се налази на надморској висини од 46 м.

## Становништво
Према резултатима пописа становништва 2011. у општини је живело 4.872 становника.
| 1951. | 1961. | 1971. | 1981. | 1991. | 2001. | 2011. |
| ----- | ----- | ----- | ----- | ----- | ----- | ----- |
| 5.669 | 4.654 | 4.105 | 4.052 | 4.163 | 4.358 | 4.872 |

## Партнерски градови
- Банска Штјавњица